# Coleção Som Nativo
A Coleção Som Nativo é uma iniciativa do Instituto Alok com o objetivo de gerar um acervo da música dos povos originários do Brasil, valorizando e preservando sua diversidade de ritmos e mensagens. O primeiro álbum da coleção, O Futuro é Ancestral, foi lançado em 19 de abril de 2024. Outros 7 álbuns foram lançados no dia 9 de Agosto de 2025. O projeto é uma contribuição do Instituto Alok à Década Internacional das Línguas Indígenas (2022-2032), em cooperação com a UNESCO, e conta com o apoio da linha de equipamentos de som Waaw by Alok.
A coleção reúne oito álbuns que apresentam músicas tradicionais e contemporâneas de diversas etnias indígenas brasileiras. Todo o conteúdo está disponível nas principais plataformas de streaming, sendo os direitos reservados aos artistas indígenas. Toda a monetização das reproduções é revertida diretamente para os músicos.
Alok destacou a importância da Coleção Som Nativo como uma oportunidade de compartilhar a riqueza musical dos povos indígenas, ressaltando a diversidade rítmica das canções e suas mensagens profundas. As músicas refletem a conexão com a natureza, o cotidiano nas aldeias e a resistência cultural dos povos originários, elementos essenciais para a preservação e valorização dessas tradições.

## Contexto e Objetivo
A música desempenha um papel fundamental na cultura dos povos indígenas, sendo crucial para a transmissão de conhecimentos ancestrais e a preservação de línguas ameaçadas de extinção, sendo vital para a oralidade e a identidade cultural das comunidades. As letras das canções estão disponíveis nas línguas originais, com traduções para Português, Espanhol e Inglês. 
As traduções das letras foram realizadas por Marília Cristina Cunha Horta Faria, doutora em Linguística pela Universidade de Brasília (UnB), pesquisadora em línguas indígenas e especialista em tradução intercultural. 

## Álbuns e Participações
O primeiro álbum da coleção, O Futuro é Ancestral (The Future is Ancestral), foi lançado em 19 de abril de 2024, quando no Brasil comemora-se o Dia dos Povos Indígenas. Suas faixas são o resultado de mais de 500 horas de imersão criativa em estúdio, quando 50 artistas indígenas e o DJ e produtor musical Alok exercitaram uma colaboração profunda que mescla a musicalidade tradicional com as influência do pop eletrônico.
As etnias participantes vivem em distintas regiões do Brasil e biomas naturais, incluindo a Amazônia. São elas: Yawanawa, Huni Kuin, Kariri Xocó, Guarani Kaiowá, Guarani Mbya, Kaingang, Guarani Nhandewa e Xakriabá.
Os outros sete álbuns apresentam gravações de músicas tradicionais e contemporâneas das mesmas etnias, com exceção dos Xakriabá. Diferentemente do primeiro lançamento, esses álbuns não contam com a participação de Alok, refletindo seu desejo de que o público experimente as sonoridades originais dos artistas indígenas. Cada álbum é um testemunho da riqueza musical e cultural das diversas etnias indígenas do Brasil, com canções que transitam entre composições ancestrais e novas criações dos próprios músicos. 

## Sobre os álbuns
- O álbum Hiri Shubu Keneya Bari Bay, do músico e líder espiritual Mapu Huni Kuin, apresenta 12 faixas que mesclam rezos sagrados e composições autorais, maracas, tambores e o violão, conectando a espiritualidade e a natureza. Através de canções que evocam a jiboia, importante símbolo da cosmologia Huni Kuin, o álbum promove cura, alegria, reconexão com a ancestralidade e fortalecimento da memória cultural deste povo que habita a Floresta Amazônica.

- O álbum Mariri Yawanawa Saiti Kayahu, do grupo Yawanawa Saiti Kaya, entrelaça narrativas de cura, celebração da natureza e memórias ancestrais. Instrumentos rituais, como flautas e tambores, acompanham as vozes potentes, celebrando a vida na floresta. As faixas abordam temas como a memória coletiva, o vigor da juventude, a sabedoria dos anciãos e a resiliência das tradições Yawanawa.

- O álbum Cantos dos Encantos Kariri Xocó, com forte inspiração nas modas de viola, celebra as tradições e a espiritualidade do povo indígena Kariri Xocó, através de músicas que evocam rituais sagrados e processos de cura que remetem ao toré dos povos indígenas da Caatinga do nordeste brasileiro. Com a presença marcante do maracá, as músicas – conduzidas pelo saudoso Cacique Wyanã Uia-Thê (1970 – 2022) – homenageiam a natureza, os antepassados e a identidade indígena e mantêm viva a tradição oral dos povos originários.

- O álbum Nhe’e Porã oferece uma imersão no modo de ser Guarani Mbya, apresentando cantos sagrados que conectam tradição, espiritualidade e resistência.  Acompanhado por instrumentos tradicionais e interpretado por jovens indígenas das aldeias Krukutu e Rio Silveira, dentre eles o rapper Owerá, o álbum ecoa a luta pelo território e a preservação da cultura Guarani Mbya.

- O álbum Retomada do grupo Brô MC´s, precursor do rap indígena cantado em língua nativa, é um manifesto musical que expressa a luta dos Guarani Kaiowá pela preservação de seu tekoha, terra sagrada onde vivem de acordo com suas tradições. Combinando batidas modernas e instrumentos indígenas, as letras, em português e guarani, abordam a demarcação de terras, a resistência cultural e a conexão espiritual com a natureza. Composto por canções de dois grupos indígenas, o álbum Kaingang e Guarani Nhandewa destaca as tradições musicais e a força do movimento indígena com a participação do grupo que integrou o “Levante pela Terra”, organizado em Brasília, em 2020. As canções dos Kaingang refletem a resistência política com músicas que simbolizam a luta pelo território. Os cantos sagrados (mborai) dos Guarani Nhandewa expressam a conexão entre a espiritualidade e a natureza.

- O álbum Kairaw Vimiûû, de Pekã Rasu Yawanawá, apresenta cinco canções que celebram as tradições do povo Yawanawá, do Acre. Inspirado pelos ensinamentos xamânicos e cerimônias espirituais, e utilizando violão e tambor, o disco evoca temas de alegria, cura e conexões entre mundos indígena e não-indígena. A poética do álbum é marcada pela oralidade Yawanawa em reverência à ancestralidade, celebrando a vida, a terra e o espírito.

Os textos sobre os álbum foram escritos por Nanah Sanches Vieira, doutora pelo Programa de Pós-Graduação em Sociologia da Universidade de Brasília (PPGSOL-UnB), onde defendeu a tese “Indígenas mulheres acadêmicas: vozes insurgentes e corpos resistentes nas Universidades brasileiras”, em 2023.

## Apresentações
A colaboração entre o DJ brasileiro Alok e artistas indígenas brasileiros tem se destacado em diversos eventos internacionais, promovendo a cultura indígena e a conscientização ambiental.
Apresentações Internacionais
- Sede da ONU em Nova Iorque (2022 e 2023): Durante a Semana do Clima da ONU, Alok e artistas indígenas se apresentaram no terraço da sede da ONU, em Nova Iorque, com o objetivo de destacar a importância das comunidades indígenas na preservação ambiental e promover a conscientização sobre as mudanças climáticas.
- Grammy Museum em Los Angeles (2024): Em março de 2024, Alok e músicos indígenas brasileiros participaram do evento "Global Spin Live" no Grammy Museum, em Los Angeles. A performance celebrou o pré-lançamento do álbum "O Futuro é Ancestral", que une a música eletrônica de Alok aos sons tradicionais indígenas.
- Global Citizen Festival em Nova Iorque (2024): Em setembro de 2024, Alok e artistas indígenas brasileiros se apresentaram no Global Citizen Festival, realizado no Central Park, em Nova Iorque. A performance destacou a importância das comunidades indígenas na preservação ambiental e promoveu a conscientização sobre as mudanças climáticas.
- Grammy Latino (2024): A canção Pedju Kunumingwe, do povo Guarani Nhandewa, foi indicada ao Grammy Latino 2024 na categoria de Melhor Canção em Língua Portuguesa. Presente no álbum O Futuro é Ancestral, a faixa destaca a força espiritual e cultural dos povos originários do Brasil. A indicação representa um marco histórico para a música indígena e reforça o reconhecimento da ancestralidade como parte essencial do futuro.

Essas apresentações refletem o compromisso de Alok e dos artistas indígenas em promover a cultura e a preservação ambiental em plataformas internacionais, fortalecendo a visibilidade e o respeito pelas comunidades indígenas brasileiras.

## Produção e Distribuição
A Coleção Som Nativo é uma realização do Instituto Alok, com produção executiva de Fernanda Padrão e Elke Mosca. As capas dos álbuns foram desenvolvidas por Bruno Machado.
Foi produzido disco em vinil comemorativo ao lançamento da Coleção, com uma música de cada grupo e duas do album The Future is Ancestral. A capa apresenta um detalhe da pintura A queda do céu e a mãe de todas as lutas, da artista Daiara Tukano, com design de Samuel Simionato.
O selo responsável pela distribuição é a LOCO Records, com distribuição digital pela Altafonte.

## Impacto e Declarações
A coleção reforça a luta pela preservação das línguas e culturas originárias. Como destacam os artistas participantes:
- "Nosso álbum é a nossa voz, nossa palavra, escutem a nossa origem, escutem a nossa canção." – Clemerson (Grupo Brô Mc’s, Guarani Kaiowá/MS)
- "Deixar as músicas gravadas é uma forma de luta, força e sonho. É dar visibilidade para nós, povos originários do Brasil, e transmitir cura através dos nossos cantos sagrados." – Widiane (Grupo Cantos Nativos, Kariri Xocó/AL)
- "A natureza fala pra gente através dos pássaros, dos seres que vivem na floresta." – Mapu Huni Kuin (Huni Kuin/AC)
- "Desde 1500, com a chegada dos portugueses, há um preconceito enorme contra a gente. Mas a gente vai continuar seguindo, mostrando nossa cultura, nossa arte e nossa tecnologia, que também é a nossa cultura!" – Òwerá (Guarani Mbya/SP)
- "Ser indígena é ter cultura, beleza e identidade. Somos guardiões da respiração que te fala. Ecoe o nosso canto indígena." – Célia Xakriabá (Xakriabá/MG)